# Bergia spathulata
Bergia spathulata är en slamkrypeväxtart som beskrevs av Schinz. Bergia spathulata ingår i släktet Bergia och familjen slamkrypeväxter. Inga underarter finns listade i Catalogue of Life.